# Алена Пауленкова
Алена Пауленкова (словац. Alena Paulenková; нар. 5 січня 1979) — колишня словацька тенісистка.
Найвищу одиночну позицію світового рейтингу — 392 місце досягла 15 грудня 1997, парну — 301 місце — 17 вересня 2001 року.
Здобула 2 одиночні та 3 парні титули.

## Фінали ITF
| турніри $25,000 |
| турніри $10,000 |

### Одиночний розряд: 2 (2–0)
| Результат | Ранг | Дата           | Турнір                     | Покриття | Суперниця      | Рахунок        |
| --------- | ---- | -------------- | -------------------------- | -------- | -------------- | -------------- |
| Перемога  | 1.   | 13 жовтня 1997 | ITF Коацакоалькос, Мексика | Тверде   | Ісабела Петров | 7–6(6), 7–6(3) |
| Перемога  | 2.   | 1 грудня 1997  | ITF Каїр, Єгипет           | Ґрунт    | Ніколь Ремі    | 6–3, 6–3       |

### Парний розряд: 11 (3–8)
| Результат | Ранг | Дата              | Турнір                     | Покриття | Партнерка             | Суперниці                            | Рахунок               |
| --------- | ---- | ----------------- | -------------------------- | -------- | --------------------- | ------------------------------------ | --------------------- |
| Поразка   | 1.   | 7 жовтня 1996     | ITF Мехіко                 | Тверде   | Карін Пальме          | Трейсі Гаєте Рената Колбовіч         | 3–6, 7–5, 4–6         |
| Перемога  | 1.   | 9 лютого 1998     | ITF Фару, Португалія       | Тверде   | Нікола Гюбнерова      | Ебігейл Тордофф Софія Празеріс       | 6–2, 6–2              |
| Поразка   | 2.   | 6 квітня 1998     | ITF Бриндізі, Італія       | Ґрунт    | Габріела Волекова     | Флавія Пеннетта Роберта Вінчі        | 4–6, 6–7(5)           |
| Поразка   | 3.   | 26 квітня 1999    | ITF Коацакоалькос, Мексика | Тверде   | Адрія Енґел           | Мелоді Фалько Джоелл Шад             | 1–4 ret.              |
| Поразка   | 4.   | 17 жовтня 1999    | ITF Пльзень, Чехія         | Ґрунт    | Магдалена Зденовкова  | Габріела Хмелінова Ольга Виметалкова | 1–6, 2–6              |
| Поразка   | 5.   | листопад 1999     | ITF Ступава, Словаччина    | Тверде   | Радка Зрубакова       | Габріела Хмелінова Гана Шромова      | 1–6, 0–6              |
| Поразка   | 6.   | 7 лютого 2000     | ITF Майорка, Іспанія       | Ґрунт    | Андреа Шебова         | Габріела Хмелінова Яна Мацурова      | 2–6, 1–6              |
| Поразка   | 7.   | 30 вересня 2000   | ITF Тбілісі, Грузія        | Ґрунт    | Йоланда Менс          | Маріана Діас-Оліва Мара Сантанджело  | 6–4, 3–6, 2–6         |
| Перемога  | 2.   | 30 жовтня 2000    | ITF Каїр, Єгипет           | Ґрунт    | Катаріна Баштернакова | Даніела Клеменшиц Судзукі Аяко       | 1–4, 5–4(3), 4–1, 4–0 |
| Поразка   | 8.   | 20 листопада 2000 | ITF Майорка, Іспанія       | Ґрунт    | Драгана Ілич          | Ванеса Краут Еріка Краут             | 0–4, 0–4              |
| Перемога  | 3.   | 9 липня 2001      | ITF Сецце, Італія          | Ґрунт    | Мервана Югич-Салкич   | Марісоль Беренгено Марго Торре       | 6–0, 6–1              |